# Bertrand Munier (économiste)
Pour l'écrivain français, voir Bertrand Munier (écrivain).
Bertrand Munier, né le 2 mai 1943 à Rabat au Maroc, est un universitaire et économiste français. Professeur en sciences économiques et en sciences de gestion, ses principaux thèmes de recherche sont la modélisation du risque, avec application à la modélisation des marchés de matières premières, les sciences de la décision, le management des risques industriels et financiers et l’aide à la décision stratégique à l'entreprise.

## Biographie

### Formation
Bertrand Munier, docteur d'État en sciences économiques,, est diplômé de l'Institut d'études politiques d'Aix-en-Provence. Visiting Student à la Graduate School of Economics de l’université de Princeton, il a été l’étudiant doctorant d’Oskar Morgenstern. Agrégé de Sciences économiques de l’Enseignement Supérieur (option économie d’entreprise), Senior Fulbright Fellow à l’université Yale auprès de Martin Shubik, School of Administrative Sciences and Organization réunissant théorie des jeux et applications à la gestion d’entreprise. Chargé par Pierre Tabatoni des Sciences sociales au Centre de Luminy de l'Université d'Aix-Marseille, un des trois centres universitaires expérimentaux avec  l’université de Dauphine et l’université de Vincennes. Il a fait partie des groupes de travail qui conduisirent à la création des filières MASS (mathématiques appliquées et sciences sociales). Il a fait partie du groupe préfigurant la mission scientifique du ministère de l’Enseignement supérieur et de la Recherche en France. La création d’une nouvelle maîtrise en est résultée, la maîtrise d’économétrie, filière importante de l’enseignement de l’économie en France pendant 25 ans.

### Enseignement
Agrégé des Facultés de Droit et des Sciences économiques et professeur des universités en 1970, Bertrand Munier est aujourd’hui professeur émérite en sciences de gestion à l’Institut d'administration des entreprises de Paris, Université de Paris1. Il a enseigné en même temps qu'à l'I.A.E. de Paris, à l’École nationale supérieure d'arts et métiers et à l'École spéciale des travaux publics (ESTP). Il a aussi enseigné en Faculté de droit, en Faculté de sciences économiques, en Faculté des sciences et des techniques et à l’École normale supérieure de Paris-Saclay. Chargé de cours dans des écoles d’ingénieur (Mines ParisTech...), de management (École supérieure des sciences économiques et commerciales) et dans des universités étrangères. Il est depuis 2003 International Affiliate Professor au département de risk  engineering de l'école d'ingénieurs (Brooklyn) de New York University. Au total, il a dirigé une soixantaine de thèses de doctorat et a participé à divers jurys de doctorat en France et dans plusieurs pays étrangers. En 2001, Bertrand Munier a été président du jury de l’agrégation de l'enseignement supérieur de sciences de gestion.

### Responsabilités éditoriales
Bertrand Munier est, depuis 2005, Honorary Editor in Chief de la revue Theory and Decision, revue dont il a été l'Éditeur-en-chef de 1987 à 2004. Depuis 1988 (date de sa création) jusqu’en 2007, Bertrand Munier est par ailleurs Advisory Editor de Journal of Risk and Uncertainty et, depuis 1994 jusqu'à ce jour, Associate Editor de Group Decision and Negotiation. Ces trois revues internationales sont situées dans le domaine des sciences de la décision et du risque et dans celui des jeux stratégiques et des comportements individuels et collectifs. Bertrand Munier est également membre du Board of Advisory Editors de Risk and Decision Analysis depuis sa création en 2007. Il a par ailleurs été Associate Editor de Information and Engineering Systems de 1994 à 1998, ainsi que Membre du Comité Scientifique de la revue Management, Technologie, Innovation de 1996 à 2000.

### Recherche
En collaboration avec Jean-Louis Le Moigne, en 1976, Bertrand Munier a créé un laboratoire de recherche, le Groupe de Recherche en Analyse de Système et Calcul Economique, destiné à rapprocher ingénieurs, gestionnaires et économistes, économie théorique et de économie d’entreprise. Le laboratoire a donc été rattaché à la fois au Secteur des Sciences humaines et sociales et au Secteur des Sciences physiques pour l’Ingénieur. Bertrand Munier a été élu au Comité National de la Recherche Scientifique et a mené campagne pour l’attribution de la médaille d’Or du CNRS à Maurice Allais (ce qui fut fait en 1978). Bertrand Munier a été soutenu dans cette campagne par le CNU des universités françaises et il a agi de concert avec Thierry de Montbrial. Avec l'aide de Thierry de Montrbrial et de Marcel Boiteux, Bertrand Munier a dirigé un livre d’essais en l’honneur de Maurice Allais, paru en 1986. Ce livre et la synthèse (survey) de l'ensemble de l'œuvre de Maurice Allais que Bertrand Munier y a écrite en propre seront (Ingemar Stahl) une contribution importante à la décision dl'attribution du prix Nobel d'économie de 1988 à Maurice Allais.
En 1986, Bertrand Munier organise le premier colloque FUR (Foundations of Utility and Risk Theory) en France FUR III). Coordonnateur depuis lors de ces colloques biennaux, habituellement organisés en Europe, il en a exporté la réalisation aux États-Unis (1990) et au Maroc (1999). Il assumera le rôle d’animateur scientifique de ces colloques FUR jusqu’en 2005. En 1989, il crée le GRID (Groupe de recherche sur le risque, l’information et la décision), groupe de recherche rattaché à l’École doctorale GODI (Gestion, Organisation, Décision et Information) conjointement accréditée auprès de l'IAE de Paris et de HEC (École des Hautes Études Commerciales, Paris) via l'Université Paris 1 Panthéon-Sorbonne. Bertrand Munier a été le créateur et le responsable d’une spécialité de Master Recherche en Sciences de la Décision et Management des Risques, spécialité cohabilitée auprès de l’ENSAM et de l’IAE de Paris via l'Université Paris 1 Panthéon-Sorbonne, il a également créé et animé jusqu'à 2011 un mastère spécialisé de la Conférence des grandes écoles en Management Global des Risques, accrédité auprès de l’École normale supérieure de Paris-Saclay. Cette formation porte sur la gestion des risques industriels.
Bertrand Munier travaille avec nombre d’entreprises privées et publiques et d’associations dans le domaine des risques liés à l’énergie, l’offshore, les risques naturels, la gestion de portefeuille, les marchés de matières premières en agriculture et l’horticulture. 
Dans les années 1990, Bertrand Munier a reçu plusieurs prix et hommages, il a été fait docteur honoris causa de l’université des sciences et des techniques de Kiev (1994), a reçu le prix Ludwig Boltzmann (Autriche) en 1996, ainsi que le prix Jean-Pierre Lepetit (meilleure recherche industrielle) à EDF en 1999. Il a donné plusieurs dizaines de conférences invitées sur les cinq continents.
De 2005 à 2015, Bertrand Munier a été chef économiste de l’Association Momagri - créée par l'entreprise Limagrain - auprès de laquelle il a coordonné la construction du modèle macroéconomique du même nom ainsi qu'un ouvrage sur la volatilité des prix des matières premières agricoles. C'est au titre de ces dernières activités qu'il a été corécipiendaire du prix Choiseul 2010. 
En 2012, Bertrand Munier a été élu Président du Comité Scientifique de la Fondation Maurice Allais.
Il a par ailleurs participé à MCGB RiSSK International SA à Genève, dont il a été administrateur-délégué jusqu'à 2014. Il a créé en 2015 Riskinnov Ltd. à Londres, cabinet-conseil en activité jusqu'à 2021.

### Parcours politique
En juin 1981, il est candidat aux élections législatives dans la dixième circonscription des Bouches-du-Rhône, où il obtient 36,36 % des suffrages exprimés au second tour,.

## Écrits

### Ouvrages
- 1967 : La Banque nationale pour le développement économique (BNDE) et l'industrialisation du Maroc, B. Munier, Paris, Éditions du CNRS, 228 pp., Préface du Pr Claude Zarka.
- 1970 : Le Cambisme et le jeu monétaire international, B. Munier, Paris, Presses universitaires de France, Coll. Bibliothèque scientifique internationale, 383 pp. Glossaire trilingue. Introduction par Jacques Branger. Préface d'Oskar Morgenstern.
- 1973 : Jeux et Marchés, B. Munier, Paris, Presses Universitaires de France, Collection "Systèmes-décisions", 172 pp.
- 1974 : Introduction à la microéconomie, B. Munier, Paris, Presses universitaires de France, Collection "Sup - l'Economiste", 272 pp.
- 1986 : Marchés, Capital et Incertitude, Essais en l'Honneur de Maurice Allais, M. Boiteux, Th. de Montbrial & B. Munier, (eds.) Paris, Economica. 265 p.
- 1988 : Risk, Decision and Rationality, B. Munier, (ed.), Reidel Publishing Cy, Dordrecht/Boston/Tokyo. 707 pp.
- 1988 : Compromise, Negotiation and Group Decision, B. Munier & M.F. Shakun, (eds.), Reidel Publishing Company Dor¬drecht/ Boston/ Tokyo. 284 pp[22]
- 1994 : Models and Experiments in Risk and Rationality, B. Munier & M.J. Machina, (eds.), Kluwer Academic Publishers, Dordrecht/Boston. 438 pp[23].
- 1995 : La Rationalité face au risque, B. Munier & J-M. Rousseau, (eds.), Paris, Sirey.  199 pp.
- 1995 :  Markets, Risk and Money, B. Munier, ed., Kluwer Academic Publishers, Dordrecht/ Boston. 375 pp.
- 1998 :  Les Risques urbains : acteurs, systèmes de prévention, B. Munier (codirection et corédaction de diverses parties de l’ouvrage avec M. Ansidéi, D. Dubois et D. Fleury), Paris, Anthropos. 286 p.
- 1999 : Beliefs, Interactions and Preferences in Decision Making, (coéd. avec M. Machina), Boston/Dordrecht, Kluwer Academic Publishers. 358 p.
- 2008 : Uncertainty and Risk: Mental, Formal, Experimental Representations (coéd. avec M. Abdellaoui, D.R. Luce, M.J. Machina), Heidelberg/Berlin, Springer.
- 2010 : Contributions de Maurice Allais à la Science Economique (coéd. avec A. Diemer et J. Lallement), Paris, Les Ed. Clément Juglar.
- 2012 : Global Uncertainty and the Volatility of Agricultural Commodities Prices (ed.), Washington, IOS Press. 240 p.

### Articles et ouvrages collectifs à l’international
- 1976 : Some Comments on Pr Branson's Model, in Recent issues in Monetary Theory, E. Claassen et P. Salin, eds, Amsterdam, North Holland, p. 251-254.
- 1983 : Bivariate Negotiation as a Problem of Stochastic Terminal Control, in Management Science, Vol. 29, no 7, juillet (en collaboration avec F. Fogelman-Soulié et M. F. Shakun) [24].
- 1988 : Repeated Negotiation Sessions : A Generalized Game Theoretic Approach (in coll. with M. Egea) in Compromise, Negotiation and Group Decision, B. Munier, M.F. Shakun, eds., Reidel Publ. Cy, Dor¬drecht/Boston/Lancaster/Tokyo.
- 1988 : A Guide to Decision Making under Uncertainty, in : B. Munier, ed. Risk, Decision and Rationality, Reidel, Dordrecht/Boston/Lancaster/Tokyo.
- 1988 : On The Inadequacy of Expected Utility in Selecting Public Investments, in : G. Rand, ed., Operational Research' 87, North Holland, Amsterdam, p. 843-852.
- 1988 : Irrationality and Effectiveness in Public Decision Making (in coll. with J.L. Rullière and M.F. Shakun), in M.F. Shakun, Evolutionary Sys¬tems Design : Policy Making under Complexity and Group Decision Support Systems, Holden Day, Oakland, Californie, p. 264--276.
- 1989 : "New Models of Decision Under Uncertainty, An Interpretative Essay", Euro¬pean Journal of Operational Research, 38, no 3, février, p. 307-317.
- 1989 : "Cognition and Uncertainty", Theory and Decision, n° spécial sous la direction de P. Bourgine, Vol. 27, no 1-2, juillet, p. 93-106.
- 1991 : The Many Other Allais' Paradoxes, Journal of Economic Perspectives, vol. 5, no 2, Spring 1991. p. 179-199.
- 1991 : Market Uncertainty and The Process of Belief Formation, Journal of Risk and Uncertainty, vol. 4, no 3, p. 233-250. Reproduced (1) in : Zeitschrift für Wissenschaftsforschung, Special Issue ed. by W. Leinfellner, Band 11/12, 1996/97, p. 93-110. Reproduced (2) in : J. Götschl, edr., 2001, Evolution and Progress in Democracies, Towards NewFoundations of a Knowledge Society, Dordrecht/Boston, Kluwer Academic Publishers, 107-122[25].
- 1991 : Expected Utility Violations : An Appropriate and Intercultural Experiment", (en coll. avec M. Abdellaoui) in : Chikàn, A., edr., Progress in Decision, Utility and Risk Theory, Dordrecht/ Boston, Kluwer Acad. Publ., 1991. pp.
- 1992 : "Market Uncertainty and Belief Formation with a Finite Number of Events" in :  Geweke, J., edr., Decision-Making under Risk and Uncertainty : New Models and Empirical Findings, Boston, Kluwer Acad. Publ., 1991. p. 179-188[26].
- 1992 : "Expected versus Anticipated Utility: Where do we Stand?", Fuzzy Sets and Systems, vol. 49,no 1, p. 55-64.
- 1993 : "Komplexität, Das Konzept Unsicherheit und beschränkte Rationalität des Menschen", Zeitschrift für Wissenschaftsforschung, Band 7/8, 1993, p. 113-125.
- 1993 : "Are Available Gametheoretic Concepts Suitable Negotiation-Aid Tools? From Nash Equilibrium Refinements towards a Cognitive Concept of Rationality", en coll. avec J-L. Rullière, Theory and Decision n° spécial dirigé par Bertram I. Spector, vol. 34, no 2, mai-juin 1993, p. 235-254.  Reproduced in : Hamouda, O.F. and J.C.R. Rowley, 1997, eds., Economic Games, Bargaining and Solutions, vol. 3 de la série Foundations of Probability, Econometrics and Economic Games, Cheltenham, Edward Elgar. p. 478-496
- 1994 : "The 'Closing In' Method, an Experimental Tool to Investigate Individual Choice Patterns Under Risk", in : Machina, M.J., et B. Munier, eds., Models and Experiments on Risk and Rationality, Dordrecht/Boston, Kluwer Academic Püblishers, p. 141*155.
- 1995 : "Complexity, the Concept of Uncertainty and Bounded Rationality of Man", in : Götschl, J., Revolutionary Changes in Understanding Man and society, Scopes and Limits, Dordrecht/Boston, Kluwer Academic Publishers. p. 229-242.
- 1995 : "Fifty Years of Maurice Allais' Economic Writings: Seeds for Renewal in Contemporary Economic Thought", in : Munier, B., ed., Markets, Risk and Money, Dordrecht/Boston, Kluwer Academic Publishers. p. 1-50.
- 1995 : "Complexity and Strategic Decision Under Uncertainty : How Can We Adapt the Theory?", in : Munier, B., Markets, Risk and Money, Dordrecht/Boston, Kluwer Academic Publishers, 1994. p. 209-232.
- 1996 : "Hammond's Consequentialism : A Qualification", in : Arrow, K.J., E. Colombatto, M. Perlman & C. Schmidt, Rational Foundations of Economic Behaviour, Londres, Macmillan, p. 43-47.
- 1997 : Le Développement récent des Sciences de la Décision : Un regard critique sur la Statistique Décisionnelle Bayésienne, en coll. avec Eric Parent, in : Parent, Hubert, Bobée et Miquel, eds., Statistical  and Bayesian Methods in Hydrological Sciences, Paris, UNESCO, IHP-V, Technical Documents in Hydrology no 20, p. 361-398.
- 1997 : Experimental determination of Preferences under risk : The case of Very Low Probability Radiation en coll. avec M. Abdellaoui, Ciencia and Tecnologia dos Materiais, vol. 9, p. 25-31.
- 1997 : On the Statistical Regularities of Some Sequences, en coll. avec V. Ivanenko et I. Zorich, Journal of Control and Informatics, no 4, p. 119-122 (publié en Russe).
- 1997 : Thinking about Values in Prospect and Retrospect : Maximizing Experienced Utility, Marketing Letters, vol. 8, p. 323-334 (en coll. avec J. Huber, J. Lynch et autres)[27].
- 1998 : A decision aid based on generalized multi-attribute utility for nuclear power plants maintenance, in : R.K. Penny, Risk, Economy and Safety, Failure Minimisation and  Analysis, Rotterdam, A.A. Balkema Publishers. p. 197-207.
- 1998 : The Risk-Structure Dependence Effect: Experimenting with an Eye to  Decision-Aiding, Annals of Operations Research, vol. 80, p. 237-252.(in coll. with M. Abdellaoui)
- 1998 :  Multiattribute Utility Theory : Toward a More General Framework, Decision analysis and its Applications in safety and Reliability, Proceedings of the 12th ESReDA Seminar, Espoo, Finlande. p. 1-14.
- 1999 : How Consistent Are Probability Tradeoffs in Individual Preferences under Risk ? , en coll. avec M. Abdellaoui, in : M. Machina, B. Munier, eds., Beliefs, Interactions and Preferences in Decision Making, Dordrecht/Boston, Kluwer Academic Publishers, p. 285-296.
- 1999 : Multi-Attribute Decision Making and Generalized Expected Utility in Nuclear Power Plant Maintenance, en coll. avec F. Beaudouin et Y. Serquin, in : M. Machina, B. Munier, eds., Beliefs, Interactions and Preferences in Decision Making, Dordrecht/Boston, Kluwer Academic Publishers, p. 341-357.
- 1999 : Two Stage Rationality Under Risk : Experimental Results and Perspectives, Rivista di Matematica per le Scienze Economiche e Sociali, vol. 21, p. 3-23[28].
- 1999 : Modeling Bounded Rationality (in coll. with R. Selten), Marketing Letters, vol. 10, no 3, p. 233-248[29].
- 1999 : Choix stratégiques multicritères dans le risque et variables multidimensionnelles : proposition de méthode et application aux réseaux de transport d’énergie, R.A.I.R.O-Operations Research, vol. 33, no 4, p. 543-568 (in coll. with N. Taverdet-Popiolek)
- 1999 : Decision Making in a ’Random in a Broad Sense’ Environment, the principle of guaranteed result as a general theory, Theory and Decision, (en coll. avec V. Ivanenko), vol. 49 (2), p.       .
- 2000 : Value Creation and Strategy in the Internet Economy, Communications & Strategies, Nr. 40, Special Issue on : From the Net to the New Economy : Critical and Prospective Views, 4th Quarter, p. 91-123.
- 2001 : La rationalité en univers risqué: illustration des liens entre économie expérimentale et psychologie cognitive, Psychologie Française, 46, no 4, p. 341-352.
- 2001 : Risk Attitudes Appraisal and Cognitive Coordination in Decentralized Decision Systems, Group Decision and Negotiation, vol. 10, Nr. 2, 141-158. Reproduit in : Bouyssou, D. et al., eds., 2002, Aiding Decisions with Multiple Criteria, Essays in Honor of Bernard Roy, Dordrecht/Boston, Kluwer Academic Publishers, 357-377[30].
- 2003 : High Stakes do Change Acceptance Behavior in Ultimatum Bargaining Games: Experimental Evidence from France and Romania (en coll. With Costin Zaharia), Theory and Decision, vol. 52, p.
- 2008 : Risk Attitude (in coll. With Ch. Tapiero), Encyclopedia of Quantitative Risk Assessment and Analysis”, 4, pp.
- 2008 : Subjective Expected utility, Encyclopedia of Quantitative Risk Assessment and Analysis, 4, p.
- 2009 : A Revision of Industrial Risk Management, (with F. Beaudouin), Risk and Decision Analysis, 1, 3-20.
- 2010 : Boundedly Rational Exuberance on Agricultural Commodity Markets, Risk and Decision Analysis, 2, 33-50.
- 2010 : Reply to Semmler and Bernard, Risk and Decision Analysis, 2, 59-61.
- 2013: "Price as a Choice under non-stochastic randomness in Finance" (with Y. Ivanenko), "Risk and Decision Analysis", 1-16.
- 2018 : "On Bespoke decision-aid under risk: the engineering behind preference elicitation", IMA Journal of Management Mathematics, Oxford, R-U.
- 2023 : "Preface to the American Edition", in: Allais, Maurice, "Economy and Interest", Chicago, Chicago University Press (forthcoming)

### Articles et ouvrages collectifs en France
- 1964 : L'Économie marocaine en 1964, Annuaire de l'Afrique du Nord pour 1964, p. 284-302, Paris, Éditions du CNRS.
- 1964 : Maroc, Annuaire de l'Afrique du Nord pour 1965, p. 334-361, Paris, Éditions du CNRS.
- 1966 : L'Économie marocaine en 1966, Annuaire de l'Afrique du Nord pour 1966, p. 410-445, Paris, Éditions du CNRS.
- 1969 : Maroc, Annuaire de l'Afrique du Nord pour 1968, p. 391-413, Paris, Éditions du CNRS.
- 1970 : Capitaux flottants : une interprétation en termes de théorie des jeux, Économie appliquée, vol. XXIII, no 4, p. 535-569.
- 1972 : Contribution de la théorie des jeux à la critique du théorème d'Hecksher-Ohlin-Samuelson, Économie appliquée, vol. XXV, no 1, p. 61-90.
- 1972 : Opérations de change et réserves des banques centrales in : Le change à terme, R. Z. Aliber et P. Coulbois, éds. Paris, Cujas, p. 95-102.
- 1974 : Nations-Groupes et équilibres des paiements, Mondes en Développement, vol. II, no 5, p. 47-58.
- 1978 : L'apport de la théorie des syndicats à l'analyse de l'équilibre économique, in : Jeux Information et Groupes, Introduction aux Théories économiques des groupes, H. Schleicher, édr., Paris, Economica. (En collaboration avec M. Marciano).
- 1981 : L'apport de la théorie économique à la notion de système : Quelques éléments de réflexion, in : J. Lesourne, éd. La Notion de Système dans les Sciences contemporaines, T.I., Méthodologies, Ed. de la Librairie de l'Université, Aix-en-Provence.
- 1984 : Quelques critiques de la rationalité économique dans l'incertain, Revue économique, Vol. 35, no 1, janvier[31].
- 1986 : Commentaire de l'article de N. Guibert Calcul économique et processus de décision publique en matière d'équipements : le cas des transports, in : G. Terny et R. Prudhomme édrs., Le Financement des équipements publics de demain, Paris, Economica.
- 1986 : Incertitude complexe et rationalité limitée, in : Sciences de l'Intelligence, Sciences de l'Artificiel, A. Demailly, J.L. Le Moigne, édrs., Lyon, Presses universitaires de Lyon, p. 559-568.
- 1986 : L'œuvre d'économiste de Maurice Allais : Achèvements théorique et germes de renouveau, in : Marchés, Capital et Incertitude, M. Boiteux, Th. de Montbrial et B. Munier, éds., Economica, p. 13-37.
- 1986 : Complexité et décision stratégique dans l'incertain : que peut-on conserver de la théorie ? , in Marchés, Capital et Incertitude, M. Boiteux, Th. de Montbrial et B. Munier, éds. Paris, Economica, p. 179-197.
- 1989 : Décision, in : Encyclopaedia Universalis, nouvelle édition, vol. VI, p. 74-80.
- 1989 : Portée et Signification de l'Œuvre de Maurice Allais, prix Nobel d'Économie 1988, Revue d'économie politique, volume 99, no 1, janvier-février.
- 1989 : Calcul économique et révision de la théorie de la décision en avenir risqué, Revue d'Économie Politique, volume 99, no 2, n° spécial, codirigé par B. Munier et G. Terny, p. 276-306; mars-avril.
- 1992 : L'évaluation économique des Risques Naturels, in Études, Série "Montagne", no 2, p. 59-68. Cemagref/Engref.
- 1992 : Psychologie du Risque et Cognition, in : Études, Série "Montagne", no 2, p. 43-52. Cemagref/Engref.
- 1994 : Décision et Cognition, Revue Française de Gestion, no 99, p. 79-91. Reproduit in : Les nouvelles théories économiques, sous la direction de J-C. Capul, Cahiers Français, La Documentation Française, no 272, 1995, p. 72-84.
- 1995 : Entre rationalités instrumentale et cognitive : Contributions de la dernière Décennie à la Théorie du Risque" in : n° spécial de la Revue d'Économie Politique, 1995, vol. 105, no 1, p. 1-66.
- 1995 : Méthodes expérimentales d'Évaluation des Théories du Risque, Revue économique, vol. 46, no 3, p. 939-949[32].
- 1996 : Utilité ‘dépendant du rang’ et utilité espérée : une étude expérimentale comparative, Revue économique, vol. 47, no 3, mai, p. 567-576 (en coll. avec M. Abdellaoui).
- 1996 : Prix du risque et rationalité, Revue d’économie financière, no 37, p. 31-58.
- 1998 : La Rationalité face au risque : de l’économie à la psychologie cognitive, in : Ch. Roland Lévy et Ph. Adair, Psychologie économique, Paris, Economica, p. 97-116.
- 1999 : Les décisions en avenir risqué sont-elles programmables ?, à paraître dans Systémique et complexité, chemin faisant…, Mélanges en l’Honneur de Jean-Louis Le Moigne, Presses universitaires de France, 1999. p. 211-232.
- 1999 : L’expérimentation au service de l’assurance et de la gestion des risques, Risques, no 39, p. 93-99.
- 2000 : Le management des risques, nouvelle sagesse des sociétés européennes ? , Cités, no 4, octobre, p. 72-89.
- 2000 : L’ingénierie du risque, Risques, no 44, p. 27-32.
- 2001 : Substitutions probabilistiques et décision individuelle devant le risque : enseignements de l’expérimentation, Revue d’économie politique, vol. 111, 29-39. (en coll. avec M. Abdellaoui)[33].
- 2002 : Le management des risques : un défi global, in : Cahiers français, Paris, La Documentation Française, p. 89-94.
- 2002 : Néo-Classique(Neo-Classical), in: C. Jessua, E. Labrousse, D. Vitry, D. Gaumont, Dictionnaire des Sciences Economiques, 631-634, Paris, PUF.
- 2002 : La Nouvelle réglementation des risques comme enjeu du management, en coll. avec M. Lassagne, in: Actes des Journées des IAE
- 2002 : Risk Attitude Appraisal and Cognitive Coordination in Decentralized Decision Systems, in: Denis Bouyssou et alii, Aiding Decisions with Multiple Criteria, Essays in Honor of Bernard Roy,  Dordrecht/Boston, Kluwer Acad. Publishers.
- 2003 : Rendre opérationnel le principe de précaution dans l'entreprise, Revue de l'Électricité et de l'Électronique, no 11, 2-7.
- 2003 : L'inadaptation de la prévention réglementaire actuelle : l'exemple des risques sismiques, Actes du VIe Colloque national de l'Association française de parasismique (AFPS), Paris, École polytechnique, 397-414.
- 2004 : Tenir effectivement compte des parties prenantes dans la stratégie des phares et balises: EFADEC/DIOR, Actes du CETMEF, Paris, ministère de l'Équipement.
- 2004 : L'Ingénierie du Subjectif, véritable fondement du management des risques, PCM Le Pont, 102, 4-7.
- 2005 : Les négociations sur la prévention des risques environnementaux peuvent-elles être conçues comme un outil de décision collective efficiente ?, Actes du Programme de Recherche EPR-I, Paris, ministère de l'Environnement et du Développement durable.
- 2005 : Évaluation des risques : surmonter la complexité, PCM Le Pont, 103, 12-14.
- 2005 : Comment gérer les catastrophes, technologiques ou naturelles ?, Revue des ingénieurs INPG, no 2, 17-19.
- 2007 : La Nouvelle Règlementation des risques : technologies et gouvernance (en coll. avec M. Lassagne), in: B. Guillon (ed.), Risque, formalisations et applications pour les organisations, Paris, l'Harmattan, 85-102.
- 2007 : Pourquoi et Comment un système de Management des risques dans l'Entreprise, in: Actes des Regards Croisés sur l'Entreprise face aux Risques, Paris, MINEFI, 12 juin 2006.
- 2008 : L'Analyse de la Décision et ses techniques, sources d'une gestion efficiente des risques de l'entreprise, La Lettre Techniques de l'Ingénieur, 8, 4-6.
- 2008 : L'Analyse de la Décision, cadre général d'analyse du management des risques (en coll. avec F. Beaudouin), Revue de l'électricité et de l'électronique, no 8, 77-85.
- 2008 : L'Agriculture au XXIe siècle : une organisation mondiale à négocier, France-Forum, 31Nouvelle Série, 19-27.
- 2008 : Gérer la malveillance et adapter le système d'information de l'entreprise : la part du subjectif, Actes des Entretiens du Risque 2007, Introduction au Colloque.
- 2009 : Rationalité et maîtrise du risque, in: A. Berthoz et D. Naud (ed.), Décider, collaborer et apprendre, 71-81.
- 2010 : Psychologie et traitement du risque : Maurice Allais, 1952-1986, in: Risques, 81-82, 171-182.
- 2010 : Maurice Allais, précurseur et devancier de la théorie du risque contemporaine, in: A. Diemer, J. Lallement et B. Munier, Contributions de Maurice Allais à la science économique, Paris, Clément Juglar, ch. 4, 67-82.
- 2011 : Prix agricoles, attention les secousses, Projet, 321, 45-51.
- 2011 : Maurice Allais: libéral ou socialiste? Libéral et socialiste?, Commentaire, 133, 107-114
- 2011: L'instabilité spontanée des marchés de matières premières agricoles, Paysans, mars (Reproduit dans Problèmes économiques du 22 juin 2011).
- 2012: Modélisation économique et pensée complexe: l'exemple des marchés financiarisés de matières premières, in: D. Genelot et M-J. Avenier (ed.), Agir et Penser la Complexité - Avec Jean-Louis Le Moigne, Paris, L'Harmattan. Ch. 14, p. 157-168.
- 2014: Jean Tirole ou l'economie bien tempérée, Rayonnement du CNRS, 65, "-4.
- 2015: L'œuvre de Jean Tirole, un regard pénétrant sur notre monde, de l'individu aux marchés mondialisés en crise, (en coll. avec C. Nourry), Rayonnement du CNRS, 66, 4-12
- 2016: Volatilité extrême des prix et spécificités de l'agriculture, Revue Risques, 107, 44-49.
- 2017: The Magic of an Allaisian Appraisal: Implied and Historical Volatility Revisited, The Vix: Once bitten twice shy?, Finance Bulletin, 1-1, 63-71.
- 2019: "Comment faire émerger le vrai coût du rique financier en gestion de fortune: Une critique de MIFID-II", (en coll. avec E. Menk-Bertrand),"Revue d'Economie financière", 133, 61-93.
- 2020: "...et le prix Nobel d'économie 1988 fut attribué à Maurice Allais", "Bulletin de la SABIX", Ecole Polytechnique, 87-105.
- 2020: "Maurice Allais, libéral ou socialiste? Libéral et socialiste?", "Bulletin de la SABIX", Ecole Polytechnique, 77-85.
- 2020: "Maurice Allais au risque du XXIème Siècle", (en coll. avec Jean-Claude Trichet), "Bulletin de la SABIX", Ecole Polytechnique, 201-211.
- 2021: "Penser le risque aujourd'hui: l'apport novateur de Maurice Allais", "Commentaire", 176, Hiver 2021-2022, 795-805.
- 2022: "Sur une importante conjecture historique de Philippe Mongin, réexamen de l'apport de Murice Allais à la théorie e la décision face au risque", "Revue Economique", Novembre, 1-24.

### Rapports d’expert
- 1976 : Rapport de mission aux États-Unis, Rapport au Directeur des Échanges culturels internationaux du ministère des Affaires étrangères sur Calcul économique et Analyse de Système, Paris, avril, 35 p.
- 1978 : Comportements des agents économiques ou comportements économiques des agents? , Quelques contributions françaises 1973/1976 in : Rapport sur les Sciences de l'Homme, 1976, éd. du CNRS, Paris.
- 1993 : Les Liens entre les sciences cognitives et les sciences économiques et de gestion, 49 p., Rapport  à la Section 37 (Économie et Société) du Comité national de la recherche scientifique du CNRS (en coll. avec André Orléan). Mimeo.
- 2001 : Le Risque d'inondation et la prise de décision publique (en coll. avec F. Grelot, D. Poinard, N. Gendreau et E. Parent), Paris, ENGREF, Mimeo.
- 2005 : Technologies pétrolières innovantes: Quelles variantes mettre sur le marché ?, contribution au rapport BV/SAIPEM/IFP Maîtrise des incertitudes dans les développements par ultra grands fonds, Paris, Bureau Veritas, Mimeo.

## Distinctions
- Chevalier de la Légion d'honneur (1994)
- Chevalier de l'ordre des Palmes académiques (1996)
- [Prix Choiseul] (2010)